# Xiran Jay Zhao
Xiran Jay Zhao (* 29. září 1997) je čínsko-kanadská nebinární osoba věnující se psaní a internetová osobnost věnující se youtuberingu a cosplayi. Užívá zájmeno „oni“ v jednotném čísle. Jejich debutový román Iron Widow se umístil na prvním místě seznamu bestsellerů New York Times.

## Životopis
Zhao je chuejského původu. Vyrůstali v malém městě v Číně; v páté třídě základní školy emigrovali do Kanady. V současnosti pobývají ve Vancouveru. K psaní byli přivedeni v 15 letech na setkání fanoušků anime. V roce 2020 absolvovali Univerzitu Simona Frasera, kde vystudovali obor zdravotní vědy se zaměřením na výzkum biochemických nemocí. V minulosti pracovali v družstvu, kancelářská práce jim však nevyhovovala.
V roce 2020 uzavřeli smlouvu s nakladatelstvím Penguin Teen Canada na napsání dvou knih. Výsledná duologie pro mládež je převyprávěním příběhu císařovny Wu s prvky mecha. První kniha s titulem Iron Widow („Železná vdova“) byla vydána 21. září 2021 a umístila se na prvním místě seznamu bestsellerů New York Times pro 42. týden roku 2021. Zhao ji popsali jako „monstrózní slitina mé lásky k anime a čínským harémovým dramatům.“
V září 2020 zveřejnili virální vlákno na Twitteru a následně své první video na YouTube, v nichž zkritizovali hraný remake filmu Mulan a jeho neadekvátní ztvárnění čínské kultury. V návaznosti na neočekávaný úspěch knihy Iron Widow sami sebe označuje jako „tvůrčí memů o čínské historii“.
Na počátku roku 2021 uzavřeli svou druhou smlouvu s nakladatelstvím Margaret K. McElderry Books, které vlastní firma Simon & Schuster. Výsledná kniha Zachary Ying and the Dragon Emperor („Zachary Ying a dračí císař“), určená pro mladší náctileté čtenáře, byla vydána v květnu 2022. V Česku žádná z jejich knih dosud vydána nebyla.

### Knihy pro starší mládež
- Iron Widow (2021)
- Heavenly Tyrant (2024)

### Knihy pro mladší mládež
- Zachary Ying and the Dragon Emperor (2022)